# Maria Holst
Maria Holst (Vienna, 2 aprile 1917 – Salisburgo, 8 ottobre 1980) è stata un'attrice austriaca.

## Filmografia parziale
- Lumpacivagabundus, regia di Géza von Bolváry (1936)
- La famiglia Trapp (Die Trapp-Familie), regia di Wolfgang Liebeneiner (1956)